# هاروکا سایتو
هاروکا سایتو (انگلیسی: Haruka Saito؛ زادهٔ ۱۴ مارس ۱۹۷۰) ورزشکار سافت‌بال اهل ژاپن است.
وی در مسابقات کشوری و بین‌المللی در مجموع برندهٔ ۱ مدال نقره، ۱ مدال برنز شده‌است.